# 鈴木歩
鈴木 歩（すずき あゆみ、1983年（昭和58年）9月23日 - ）は日本の囲碁女流棋士。東京都出身。岩田一九段門下、日本棋院東京本院所属。女流最強戦優勝2回など。夫は囲碁棋士の林漢傑で、2人の子供を持つ。

## 経歴
5歳で岩田囲碁教室に通い囲碁を始める。この頃は水泳、バレエ、英語、ピアノ、公文なども習っていたが次第に囲碁一本に集中し、小学3年の時にアマチュア四段になり、同じ教室の万波佳奈らとともにプロを目指す。1995年に少年少女囲碁大会小学生の部、1996年に中学生の部でそれぞれ東京都大会優勝。また1995年には世界4都市対抗少年少女囲碁大会に東京代表として出場。中学1年の時に日本棋院院生となる。1998年には韓国の権甲龍教室の囲碁合宿に参加。
2001年、女流枠で新入段、同年二段。
2003年、第5期女流最強戦決勝で中澤彩子を破り、入段3年目で棋戦初優勝。
2004年、NHK杯に初出場し、横田茂昭に敗れる。また、正官庄杯に日本代表として出場。
2006年2月、張栩とのペアで出場したリコー杯プロペア碁選手権戦で優勝。
2007年2月、前年と同じく張栩とのペアで出場した同棋戦では準優勝。4月、四段昇段（勝星対象棋戦通算50勝）。11月には第9期女流最強戦で優勝し、自身2つ目となる4年ぶりのタイトルを獲得した。第32期新人王戦ではベスト8に進出。2007年は平成以降女流棋士史上歴代9位となる年間31勝を記録した。
2008年10月、第1回ワールドマインドスポーツゲームズ囲碁女子団体戦に青木喜久代、小山栄美と共に日本代表として出場、銅メダルを獲得。第27期女流本因坊戦では謝依旻への挑戦手合に進出したものの、11月5日、1勝3敗で敗退。
2009年、女流名人戦リーグ入りし、4勝2敗で2位。
2010年、賞金ランキングにより五段昇段。LG杯世界棋王戦国際予選では古霊益を破るなど活躍するが本戦出場はならなかった。12月2日に、第36期棋聖戦最終予選進出、女流棋士の棋聖戦最終予選進出は第28期の矢代久美子以来となる。
また、同年6月1日には、初めて囲碁が競技種目となった2010年アジア競技大会（11月開催）の日本代表に選出された。結城聡と組んだ「ペア碁」予選では3勝3敗で9位。「女子団体」では台湾代表との3位決定戦（主将戦）で謝依旻と対戦し、盤上では半目勝ちの終局間際に対局時計のボタンを押し損ねるというハプニングで敗れメダルを逃した。
2011年、前述結城聡とのペアでシードされたペア碁選手権戦では準優勝。賞金ランキングにより、六段へ昇段を果たす。第36期棋聖戦では、宮沢吾朗・高原周二を破り、最終予選決勝に進出。しかし3月3日の決勝で天元3期の実績を誇る河野臨に中押し負けを喫し、史上初の女流棋士による挑戦者決定リーグ入りに失敗。河野には過去に竜星戦で敗れた雪辱戦でもあったが、返り討ちとなってしまった。第20期竜星戦では予選で4連勝を挙げ、女性棋士ではじめて優勝決定トーナメント戦入り、1回戦で林漢傑と対戦し敗れた。
2013年6月、林漢傑と結婚。
2014年6月、長女誕生。
2014年11月22日、夫の林漢傑とのペアで日本棋院90周年記念非公式棋戦「夫婦棋士囲碁トーナメント戦」で優勝。
2015年、第40期棋聖戦において、新設された制度（4段階リーグ戦方式）で女流棋士としては唯一Cリーグ入りを果たした。また、第27期女流名人戦で謝依旻への挑戦を決めたものの、0勝2敗で敗れ8年ぶりのタイトル獲得はならなかった。
2017年5月、次女誕生。第44期天元戦予選Aでマイケル・レドモンド九段、11月16日に柳時熏元天元に中押し勝ちし自身初の七大タイトル本戦進出。女流棋士の七大タイトル本戦進出史上10人目。
2020年、第23期女流棋聖戦で上野愛咲美に挑戦。2月10日、2勝1敗で勝利し、2007年以来となるタイトルを獲得した。また、第7期女流立葵杯でも挑戦手合に進出したが、ここでは藤沢里菜に0勝2敗で敗れた。
2021年、第24期女流棋聖戦で前年勝利した上野愛咲美と対局するも、2月8日、1勝2敗で敗れ再び無冠となる。
2023年11月30日、通算500勝を達成（第11期女流立葵杯予選 対下坂美織三段戦 =黒番中押し勝ち）。
2024年のSENKO CUPでは決勝で崔精九段に敗れ準優勝

## 棋歴

### 昇段履歴
- 2001年00月00日 : 初段、二段
- 2002年09月27日 : 三段（大手合）
- 2007年04月06日 : 四段（勝星規定）
- 2010年00月00日 : 五段（賞金ランキング）
- 2011年00月00日 : 六段（賞金ランキング）
- 2016年01月01日 : 七段（賞金ランキング）[16]

### タイトル歴
- 女流最強戦 2期（第5期、第9期）
- 女流棋聖戦 1期（第23期）

登場回数 6回　獲得合計 3期

### 他の棋歴
- SENKO CUPワールド碁女流最強戦 準優勝 2024年
- ワールドマインドスポーツゲームズ 女子団体戦3位（決勝 ○Wei・Chen（オーストラリア）、○唐奕（中国）、○金由美（北朝鮮））
- 女流本因坊戦 挑戦者 2008年
- 女流名人戦 挑戦者 2015年
- 女流立葵杯 挑戦者 2020年
- リコー杯プロペア碁選手権戦（非公式棋戦） 優勝 2006年（張栩とのペア） 準優勝 2011年（結城聡とのペア）
- 正官庄杯世界女子囲碁最強戦 2005年 0-1（×葉桂）、2009年 0-1（×朴鋕恩）、2010年 0-1（×朴鋕恩）、2011年 0-1（×文度媛）
- 棋聖戦最終予選決勝進出 2011年
- 竜星戦優勝決定トーナメント戦入り 2011年
- 日本棋院90周年記念「夫婦棋士囲碁トーナメント戦」優勝 2014年（林漢傑とのペア、非公式棋戦）
- 通算500勝達成（2023年11月30日）[15]